# Juan Ignacio Cirac Sasturain
Juan Ignacio Cirac Sasturain (Manresa, Bages, 1965) és un físic català, reconegut internacionalment pels seus treballs en el camp de la teoria quàntica, concretament en qüestions de computació quàntica i teleportació.

## Biografia
Nascut l'11 d'octubre de 1965 a Manresa, es llicencià en física teòrica a la Universitat Complutense de Madrid el 1988 i es va doctorar el 1991. Aquell any es traslladà als Estats Units per treballar com a investigador post-doctoral amb Peter Zoller al Joint Institute for Laboratory Astrophysics de la Universitat de Colorado. Entre 1991 i 1996, va treballar com a professor de física a la Universitat de Castella-La Manxa a Ciudad Real, de la qual fou investit posteriorment Doctor Honoris Causa. El 1996 aconseguí la càtedra d'astrofísica a l'Institut für Theoretische Physik d'Innsbruck, Àustria.
Des de 2001 és director de la Divisió Teòrica de l'Institut Max Planck de Garching a Alemanya. Cirac ha estat treballant fent recerca a les universitats de Colorado, Innsbruck, Harvard, Hamburg, Califòrnia, Oxford, Hannover, Bristol, París, el Centre d'Estudis Nuclears de Saclay, l'École Normale Superieur (París) i l'Institut Tecnològic de Massachusetts (MIT). Des de la seva fundació el 2002 és professor convidat i assessor d'investigació científica a l'Institut de Ciències Fotòniques de Barcelona, col·laborant amb el grup de Teoria Quàntica de la informació.
El 18 de gener del 2007 va ser investit Doctor Honoris Causa per la Universitat Politècnica de Catalunya (UPC) i des del 2008 és director de la càtedra Ignacio Cirac-Caixa Manresa.
El 24 de maig de 2006 fou guardonat amb el Premi Príncep d'Astúries d'Investigació Científica i Tècnica, essent el científic més jove que rep el guardó. L'abril de 2010 fou guardonat amb el Premi Nacional de Pensament i Cultura Científica concedit per la Generalitat de Catalunya. També el 2010, li fou atorgada la Medalla Benjamin Franklin de Física per l'Instut Franklin (juntament amb David J. Wineland i Peter Zoller). El 2013 va rebre el premi Wolf de física, junt al físic austríac Peter Zoller, per les seves innovadors aportacions teòriques als camps del processament d'informació quàntica, de l'òptica quàntica i de la física dels gasos quàntics. El 2013 fou escollit acadèmic de la Reial Acadèmia Nacional de Medicina, i en va prendre possessió el 2016 amb el discurs "La dificultad de resolver problemas de muchos cuerpos en Física Cuántica.

## Recerca
El seu treball científic se centra en la teoria quàntica de la informació (computació quàntica), en l'òptica quàntica i en la física quàntica dels múltiples cossos. Segons les seves teories, la computació quàntica revolucionarà la societat de la informació i farà possible una comunicació molt més eficient i segura. El seu treball desenvolupat amb Peter Zoller sobre la computació quàntica amb trampes d'ions va fer possible la computació quàntica experimental i la seva recerca sobre les xarxes òptiques va impulsar el camp de la simulació quàntica. També ha fet contribucions fonamentals en el camp dels gasos quàntics degenerats, dels sistemes atòmics fortament correlacionats, dels sistemes òptico-quàntics i dels mètodes de renormalització de grup. Ignacio Cirac ha publicat més de 400 articles en les revistes més prestigioses i és un dels autors més citats en els seus camps d'investigació.